# Thomas Carlin

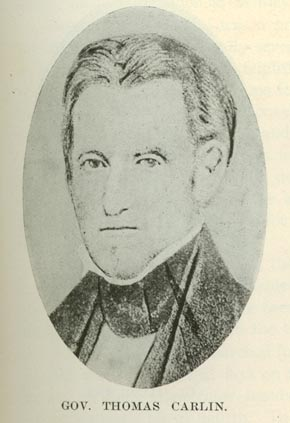
Thomas Carlin

Thomas Carlin, född 18 juli 1789 nära Frankfort, Kentucky, död 14 februari 1852 i Carrollton, Illinois, var en amerikansk demokratisk politiker. Han var den 7:e guvernören i delstaten Illinois 1838–1842.
Carlin deltog i 1812 års krig och i Black Hawk-kriget. Under Carlins tid som guvernör grundade de av Joseph Smith ledda mormonerna staden Nauvoo. Carlin förespråkade bättre transportmöjlighter. Kanalprojektet Illinois-Michigan kanalen fick ett stort lån och Sangamon-Morgan järnvägen byggdes. 
Staden Carlinville har fått sitt namn efter Thomas Carlin. Hans grav finns i Carrollton, Illinois.